# Muspa
Muspa, ime selu i ostacima Calusa Indijanaca koji su oko 1570. (Fontaneda) živjeli na jugozapadnoj obali Floride, možda oko ušća rijeke Caloosahatchee. Prema Brintonu oni žive na obali i otocima Boca Grande sve do kraja 18 stoljeća, odakle su ih na područje Keysa protjerali Seminole. 
Prema Douglasu, ova posljednja skupina Calusa ipak još 1835. živi blizu Pine Islanda na estuariju Charlotte Harbora, te su učestvovali u seminolskim ratovima do 1840.-tih. Poznato je da su 1839 napali pukovnika Harneya ubivši 18 od 30 njegovih ljudi.